# Faras
Faras (ook Pachoras of Pharas) was een oude  stad in Nubië. De Egyptische naam Ibsjek verwijst naar het gebied van Faras en de Hathor-rotsen. De stad Faras lag in Beneden-Nubië, net ten noorden van de tweede cataract van de Nijl, in de Wadi Halfa-strook (omstreden tussen Egypte en Soedan), en is tegenwoordig overspoeld door het Nassermeer.

## Geschiedenis
In het Egyptische Middenrijk bevond zich hier een Egyptisch grensfort, dat mogelijk Ineq-tawy (Degene die de twee landen verenigt) heette. Er is echter nog geen zekere toewijzing. Tijdens het Nieuwe Rijk werden een tempel van Hathor en een tempel van Toetanchamon gebouwd. In Meroïtische tijden heette de plaats Phrs en was het de hoofdstad van de provincie Akin. Uit deze periode zijn graven en een paleisachtig gebouw overgebleven.
Na de ineenstorting van het Meroïtische rijk werd de plaats de hoofdstad van Nobatia, waarvan de heersers niet ver van Faras, in Ballana, begraven lagen. Nadat Nobatia in 543 het christendom als staatsgodsdienst adopteerde, werd het land korte tijd later veroverd door het rijk van Makuria en werd de hoofdstad verplaatst naar Dongola.
In Faras, dat nu Pachoras heette, woonde nu een eparch (gouverneur). Het was ook de officiële residentie van een bisschop, onderworpen aan de jurisdictie van het monofysitische Koptische Patriarchaat van Alexandrië. De stad kende een opleving. Er werden talloze paleizen en kerken gebouwd. 
De 13e en 14e eeuw waren een tijd van verval. Er werd een Arabische citadel gebouwd. In de 19e eeuw was de plaats slechts een dorp genaamd Faras-in-Diffi. De plaats ligt sinds het midden van de jaren zestig onder het water van het Nassermeer.

## Onderzoek
Archeologische opgravingen vonden plaats in 1908 - 1909 door de Universiteit van Pennsylvania. In 1909 - 1912 onderzocht een expeditie vanuit Oxford de necropolissen. In 1961 begon een Poolse missie onder leiding van Kazimierz Michałowski met graven in Faras als onderdeel van de reddingsoperatie van UNESCO. Hierbij werd een middeleeuwse kathedraal gevonden met ruim 200 inscripties en ruim 120 goed bewaarde muurschilderingen.

## Stadsgezicht
De stad werd omringd door een vestingmuur gebouwd in de Koesjitische periode. De twee ingangen, de Westelijke Poort en de Rivierpoort, werden in de jaren twintig door Francis Llewellyn Griffith blootgelegd. Ze hadden rechthoekige poortportieken met ingangen aan één kant. De muren bestonden uit uitgehouwen zandsteenblokken, die met ongelijk hoge laagvoegen en relatief verticale stootvoegen waren dichtgemetseld. Deze portieken met schuine toegangspaden werden kenmerkend voor de versterkte nederzettingen in Nubië in de christelijke periode vanaf de 6e eeuw. In de 19e eeuw werden de volgende gesticht: Ikhmindi, Sabagura, Kalabsha en Sheik Daud. Ook hun metselwerk was iets schuin, maar veel zorgelozer uitgevoerd in breuksteen. 
Faras had verschillende kerken, waarvan de ruïnes deels in slechte staat opgegraven werden. Naast de kathedraal waren dit de Mastaba-kerk, de Kerk van het Noordklooster (ook wel de Kerk op de Citadel genoemd), de Grote Kerk, die volledig verwoest werd aangetroffen, de Kerk op de Zuidhelling en de Kerk aan de Rivierpoort.

### Kathedraal
De kathedraal van Faras werd tussen 1961 en 1964 opgegraven. Er waren drie bouwfasen te onderscheiden, die weer in verband kunnen worden gebracht met de activiteiten van drie bisschoppen. Dit zijn Aetios (rond 620), Paulos (rond 700) en Petros (rond 1100). Het eerste gebouw uit de eerste helft van de 7e eeuw was ongeveer 24,5 x 14,5 meter groot en had drie schepen. Er waren talrijke architectonische decoraties van steen. Deze kerk werd in 707 uitgebouwd tot 24,5 x 24 meter. Er werden zijkapellen gebouwd. Het gebouw kreeg granieten zuilen. Kort voor 1100 werd het gebouw opnieuw veranderd. De granieten zuilen werden vervangen door bakstenen pilaren. Veel muurschilderingen komen uit deze bouwfase. Uiterlijk sinds deze tijd werd de kathedraal gewijd aan Onze Lieve Vrouw (Maria Pachoras). De kerk werd in de 14e eeuw. verlaten. De schilderijen van de kathedraal vertegenwoordigen de grootste collectie middeleeuwse christelijke schilderijen uit Nubië. Ze zijn qua stijl verwant aan Byzantijnse schilderijen en dateren meest uit de 10e en 11e eeuw.. Ze worden nu tentoongesteld in het Nationaal Museum van Khartoem en het Nationaal Museum van Warschau.

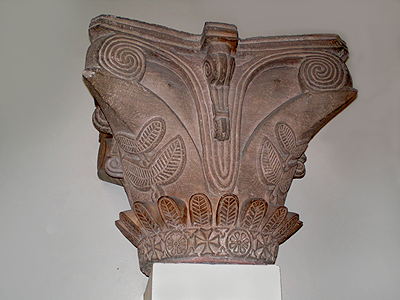
Christelijk kapiteel uit Faras (Londen, British Museum)
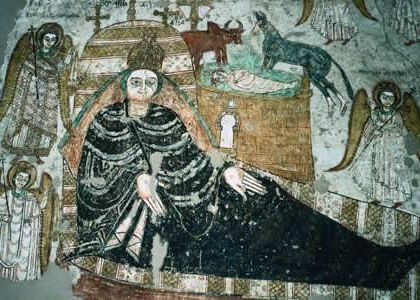
fresco in de kathedraal van Faras met de geboorte van Jezus Christus
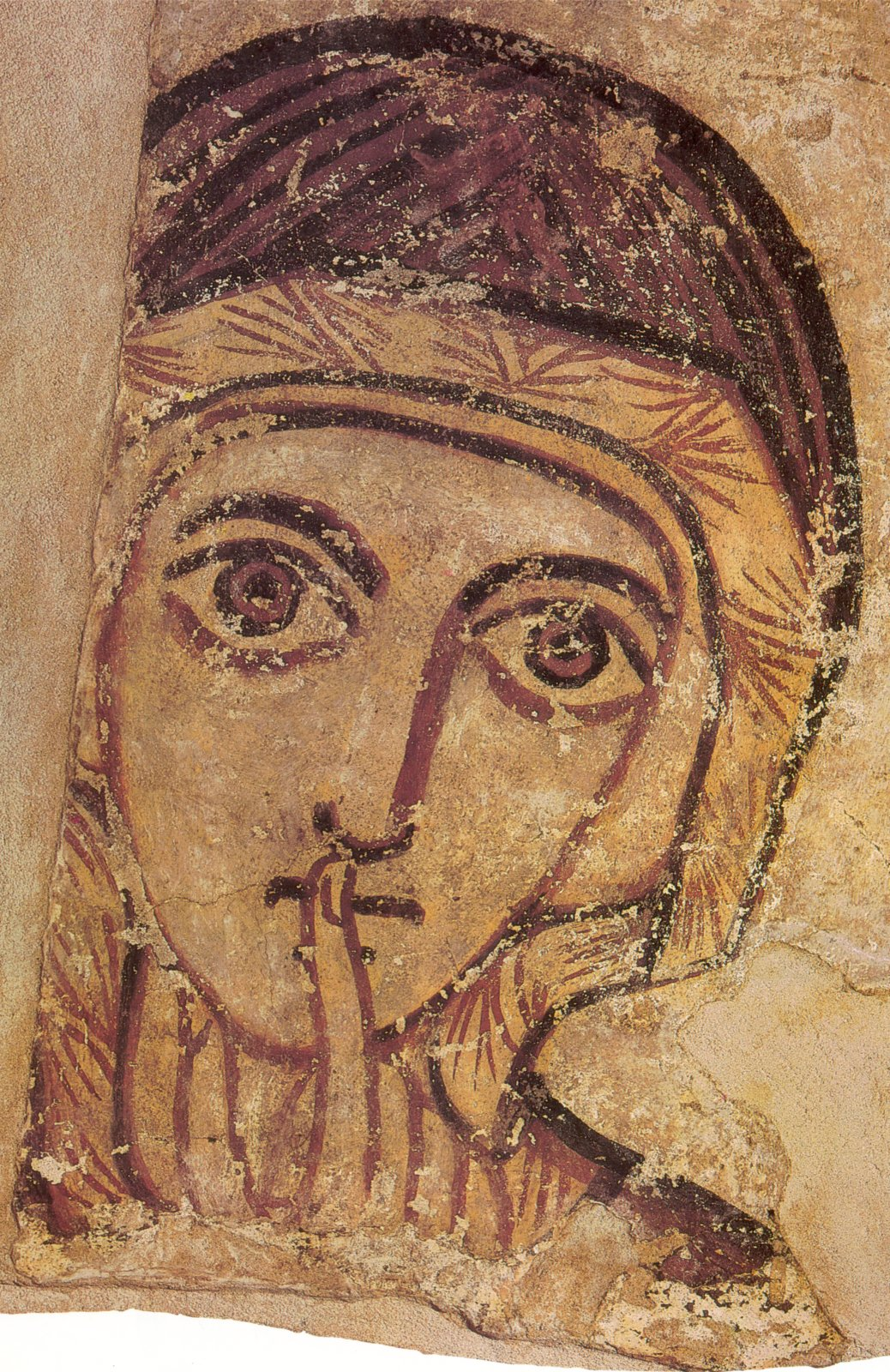
Afbeelding van Sint Anna, Moeder van God (Warschau, Nationaal Museum)

- Bibliothèque nationale de France: cb12073610k (data)
- Gemeinsame Normdatei: 4102822-3
- Nationale Bibliotheek van Tsjechië: xx0123846
- Nationale Bibliotheek van Israël: 987007555182005171
- Système universitaire de documentation: 02902319X
- Virtual International Authority File: 5144647642053531392